# Norman Ier de Verdun
Pour les articles homonymes, voir Verdun (homonymie).
Pour les autres membres de la famille, voir Famille de Verdun.
Norman (I) de Verdun (en anglais : de Verdon) (v. 1097 – v. 1153), lord de Farnham Royal, et tenant d'autres terres dans les Midlands, fut un modeste baron anglo-normand, au service du comte de Chester. 
Il est le fils de Bertram II de Verdun, un petit tenant-en-chef dans le Yorkshire, et qui tient aussi des terres dans le duché de Normandie à Bouillon et Chavoy près d'Avranches. Avant 1130, Norman acquiert des terres dans le Staffordshire et le Leicestershire. Il épouse Lesceline, fille de Geoffroy de Clinton, chambellan et trésorier du roi d’Angleterre. Contrairement à son beau-père, Norman n’a pas eu de rôle important à la cour des rois d’Angleterre. D'après les actes subsistants dans lesquels il est cité, son activité politique semble s'être concentrée auprès du comte de Chester Ranulf II. Les comtes de Chester étaient également les vicomtes héréditaires de l'Avranchin, en Normandie, où se trouvaient les terres ancestrales de la famille de Verdun. Norman de Verdun tenait probablement des terres du comte de Derby. Il meurt vers 1153. 
Son fils aîné Bertram III de Verdun épouse en premières noces une fille du comte de Derby Robert (II) de Ferrières.